# Gabriel Llabrés
Gabriel Llabrés y Quintana (Binisalem, Mallorca; 25 de marzo de 1858-Palma de Mallorca; 15 de marzo de 1928), fue un historiador, arqueólogo, erudito, bibliófilo y fotógrafo español del Regeneracionismo.

## Biografía
Cursó bachillerato en el Instituto Balear y estudió Letras en Barcelona, aunque se licenció en Madrid. En 1881 entró en el Cuerpo de Archiveros, Bibliotecarios y Arqueólogos, y fue destinado a la Biblioteca Provincial de Teruel con apenas 23 años; allí copió el diario manuscrito del caballero turolense del XVI Juan Gaspar Sánchez Muñoz, que editó en 1895 y en segunda edición en 1902. En 1882 pasó a la Biblioteca Provincial de Barcelona, donde trabajó al lado de Marian Aguiló. En 1883 se establece en Mallorca como auxiliar de la sección de Letras del Instituto; fundó entonces el Bolletí de la Societat Arqueològica Lulliana, del que fue primer director. En 1888 ganó un premio en los Juegos Florales de Barcelona por la compilación de un epistolario en catalán (Recull de cartes per l'epistolari en catalá). En 1895 aprueba la oposición a cátedras de Geografía e historia y empieza su deambular por diversas capitales de provincia españolas. Fue nombrado catedrático de geografía e historia de Mahón, y allí dirigió la Revista de Menorca. Durante su corta estancia en Cáceres entre 1899 y 1902, adonde llegó como catedrático de Geografía e Historia del Instituto General y Técnico, fundó la Revista de Extremadura y fue secretario de la Comisión Provincial de Monumentos Históricos y creador del Museo Arqueológico Escolar -posteriormente convertido en Museo Arqueológico Provincial-. Entre sus corresponsales figuraron Miguel de Unamuno, Eugenio Escobar y Prieto, deán de la catedral de Plasencia, el crítico de arte, pintor y director de la Escuela de Bellas Artes de Valladolid José Martí y Monsó y los eruditos Gonzalo Cabello y Eduardo Garrido. En el verano del año 1899 se casó con la aragonesa María Jesús Bernal y Corculluela, quién le dio un hijo varón que continuó los pasos de su padre en lo que a la investigación se refiere. 
Pasó después a otras ciudades dejando en todas un fecundo trabajo: en Huesca fundó en 1903 la Revista de Huesca, publicación que se prolongaría en siete números hasta 1905; allí publicó los índices de los tres tomos manuscritos de las Memorias literarias de Aragón, de Félix de Latassa y el Noticiario de Pedro Villacampa, de Jaca, que recopila los hechos más destacados y curiosos de 1350 a 1563, así como un amplio Epistolario de Jovellanos; allí también tuvo entre sus discípulos al historiador Pedro Aguado Bleye, quien siempre lo recordó con afecto, y enfermó de la vista parcialmente. En ese mismo año, 1903, publicó en Madrid su tesis doctoral, defendida en 1901, Bernardo Descoll es el autor de la "Crónica catalana de Pedro IV el Ceremonioso"; luego estuvo en San Sebastián (1907) y en Santander, y regresó a Mallorca definitivamente en 1913, ya con la vista seriamente afectada, hasta el punto de que tuvo que ayudarse con varios secretarios para sus obras eruditas; allí fue catedrático del Instituto y en 1917 fue elegido presidente de la Sociedad Arqueológica Luliana. En 1922 sufrió un ataque de apoplejía, pero eso no disminuyó su ímpetu trabajador y en 1923 fue nombrado delegado de excavaciones arqueológicas en Mallorca y practicó excavaciones en Pollentia. Realizó investigaciones, entre otras, sobre los judíos mallorquines, cuyos documentos editó desde el año 1247 al 1387. Falleció a los 70 años.
De una portentosa capacidad de trabajo, sacrificio y organización, es autor de no menos de 346 títulos entre ediciones de documentos, artículos, opúsculos, libros, monografías y catálogos; en cada ciudad a la que iba organizaba actividades, aumentaba la colección de los museos, fundaba alguna revista o sociedad, revolvía las bibliotecas, formaba parte de comisiones de monumentos, investigaba. Sus estudios se consagraron sobre todo al medievalismo, en el que hizo importantes desubrimientos y ediciones (en especial de textos catalanes, como por ejemplo el Cançoner dels comtes d'Urgell (1906, acompañado de un "Estudi històric i literari" de 1907), y un volumen de Poéticas catalanas. Del siglo XVI es otro descubrimiento importante, un manuscrito con cuarenta y nueve piezas teatrales que encontró en 1887 en una iglesia de la isla de Mallorca, cuarenta y cuatro de ellas en catalán, el llamado Manuscrito Llabrés; con el Códice de autos viejos es la más importante compilación de teatro hispánico antiguo. Colaboró en la Revista de Archivos y Bibliotecas y en otras muchas nacionales y extranjeras. Fue correspondiene de la Real Academia de la Historia (desde el año 1894) y de la de Bellas Artes de San Fernando, de la de Buenas Letras de Barcelona (desde 1892), del Instituto Arqueológico de Berlín, de la Sociedad Artístico-Arqueológica de Barcelona, socio emérito de la Sociedad Económica de Amigos del País de Teruel, de la Sociedad Arqueológica Luliana de Palma, de la que fue además fundador, vicepresidente y presidente en los últimos años de su vida y primer director de su Bolletí. Por último, se le distinguió como comendador de la Orden Civil de Alfonso XII.
Su archivo se conserva en la Biblioteca que lleva su nombre, en Palma de Mallorca.